# Arachnodes angulosus
Arachnodes angulosus är en skalbaggsart som beskrevs av Antoine Boucomont 1937. Arachnodes angulosus ingår i släktet Arachnodes och familjen bladhorningar. Inga underarter finns listade.